# RAE Larynx
RAE Larynx (абревіатура від англ. Long-range gun with Lynx engine, що перекладається як «далекобійна гармата з двигуном „Рись“»; дослівно ж «Larynx» значить «гортань») — безпілотний літак-снаряд з поршневим двигуном, розроблений ВМФ Великої Британії в кінці 1920-х. Призначався для обстрілу берегових цілей з кораблів. Незважаючи на ряд порівняно успішних випробувань в 1927—1929 роках, програма була закрита через невідповідність параметрів літального апарата розвитку авіації.

## Історія
Перші досліди з радіокерованими літаками проводилися у Великій Британії ще в роки Першої світової війни. Після завершення конфлікту, експерименти з безпілотними системами продовжилися. У 1920 році, був здійснений перший успішний політ дистанційно керованого винищувача Bristol F.2B. У 1921—1922 році, Royal Aircraft Establishment створила безпілотний, керований по радіо літак-мішень RAE Target.
Натхнений цими дослідами, Королівський військово-морський флот запросив RAE про можливість створення далекобійної безпілотної «літаючої торпеди», здатної доставити до мети заряд вибухівки. На думку фахівців ВМФ, подібні снаряди могли ефективно використовуватися легкими кораблями для обстрілу прибережних споруд та нанесення ударів вглиб суші — не вимагаючи залучення авіаносців, або важких артилерійських кораблів.

## Конструкція
Larynx був невеликим цільнодерев'яним монопланом, оснащеним 200-сильним двигуном Armstrong Siddeley Lynx IV. Фюзеляж краплеподібної форми був оснащений широким прямим крилом. Управління машиною здійснювалося по радіо, з корабля-носія або наземного антенного посту. Система управління на стартовій ділянці була розроблена Арчібальдом Лоу, і була аналогічною застосовуваній на його зенітному літаку-снаряді Aerial Target. На маршовій ділянці (за межами дії апаратури корабля-носія) снаряд утримувався на курсі за допомогою гіроскопічного автопілота, з'єднаного з магнітними компасом. Дальність задавалася за кількістю оборотів пропелера.
Максимальна швидкість машини становила 320 км/год, що ставило її навіть вище сучасних їй винищувачів і надзвичайно ускладнювало перехоплення. Запасу пального на борту вистачало на 20 хвилин польоту, що дозволяло досягти дальності близько 190 км. Запуск здійснювався зі стартової катапульти.
Експериментальні зразки снаряда випробовувалися без бойової частини, але бойові апарати повинні були нести до 225 фунтів (близько 100 кг) вибухівки.

## Випробування
Серія запусків була проведена в 1927—1929 роках з борта есмінців HMS Stronghold і HMS Thanet, спеціально оснащених пусковими пристроями та апаратурою управління.
Перший політ в рамках проекту був здійснений 20 липня 1927 року. Ракета стартувала з борту есмінця HMS Stronghold, дрейфуючого в протоці Ла-Манш, але швидко втратила керування і впала в море.
Перше успішне льотне випробування було проведено 1 вересня 1927 року. На цей раз ракета пролетіла майже 170 км, перш ніж контакт з нею був втрачений. Флот вважав це за безсумнівним успіхом, враховуючи пройдену дистанцію. Третій пуск, 15 жовтня 1927 року, проводився на дистанцію 180 км, було досягнуто потрапляння в коло радіусом 10 км. Ще два льотних випробування були проведені у вересні і жовтні 1928 року, з борту есмінця HMS Thanet в територіальних водах Іраку. Два заключних пуски проводилися в Іраку з наземної пускової установки, в одному випадку було досягнуто потрапляння в площинну мішень.
В міру розвитку проекту, літак-снаряд почав застарівати. Швидкість його, висока за мірками 1920-х, з появою нових винищувачів перестала гарантувати невразливість. У підсумку, ВМФ втратив до нього інтерес, усвідомивши, що швидко вирішити таку принципову проблему, як відсутність ефективного контролю над літаком-снарядом у польоті, не вдається — а без нього снаряд міг бути використаний тільки для тероризуючих обстрілів площинних об'єктів; завдання, з яким набагато краще справлялися звичайні бомбардувальники. Також висловлювалися побоювання, що програма подібного роду спровокує на розробки власних керованих снарядів потенційних супротивників Великої Британії, і в їх руках «літаючі торпеди» можуть стати смертельною загрозою. У 1929 році програма була закрита, а увага розробників переорієнтована на створення радіокерованих мішеней для тренування пілотів.

## Льотно-технічні характеристики
Джерело: Werrell, Kenneth P. The Evolution of the Cruise Missile.  — Maxwell Air Force Base, Alabama: Air University Press, 1985. — P. 235 — 289 p.
- Розмах крила — 6035 мм (19,8 футів)
- Довжина — 4450 мм (14,6 футів)
- Стартова маса — 544…635 кг (1200…1400 фунтів)
- Марка двигуна — Lynx IV
- Потужність двигуна — 200 брит. к.с.
- Маршова швидкість — 322 км/год (200 миль на годину)